# Giuseppe Cavanna
Giuseppe Cavanna (18. listopadu 1905 Vercelli, Italské království – 3. listopadu 1976 Vercelli Itálie) byl italský fotbalový brankář a trenér.
S italskou reprezentací vyhrál mistrovství světa roku 1934, ačkoli na závěrečném turnaji nenastoupil. Za národní tým neodehrál ani jedno utkání. Je tak jedním ze čtyř hráčů v historii italské reprezentace, který se stal mistrem světa, aniž by si připsal reprezentační start.
V letech 1929–36 hrál Serii A za Neapol. Je prvním fotbalistou tohoto klubu, který získal titul mistra světa. Za Neapol odehrál 170 ligových utkání.

## Hráčská statistika
| Sezóna            | Klub              | Liga              | Liga   | Liga | Ligové poháry | Ligové poháry | Ligové poháry | Kontinentální poháry | Kontinentální poháry | Kontinentální poháry | Celkem | Celkem |
| Sezóna            | Klub              | Soutěž            | Zápasy | Góly | Soutěž        | Zápasy        | Góly          | Soutěž               | Zápasy               | Góly                 | Zápasy | Góly   |
| ----------------- | ----------------- | ----------------- | ------ | ---- | ------------- | ------------- | ------------- | -------------------- | -------------------- | -------------------- | ------ | ------ |
| 1924/25           | Pro Vercelli      | 1. Divize         | 17     | -23  | -             | 0             | 0             | -                    | 0                    | 0                    | 17     | -23    |
| 1925/26           | Pro Vercelli      | 1. Divize         | 15     | -22  | -             | 0             | 0             | -                    | 0                    | 0                    | 15     | -22    |
| 1926/27           | Pro Vercelli      | 1. Divize         | 18     | -22  | -             | 0             | 0             | -                    | 0                    | 0                    | 18     | -22    |
| 1927/28           | Pro Vercelli      | 1. Divize         | 20     | -27  | -             | 0             | 0             | -                    | 0                    | 0                    | 20     | -27    |
| 1928/29           | Pro Vercelli      | 1. Divize         | 12     | -20  | -             | 0             | 0             | -                    | 0                    | 0                    | 12     | -200   |
| 1929/30           | Neapol            | Serie A           | 30     | -40  | -             | 0             | 0             | -                    | 0                    | 0                    | 30     | -40    |
| 1930/31           | Neapol            | Serie A           | 21     | -33  | -             | 0             | 0             | -                    | 0                    | 0                    | 21     | -33    |
| 1931/32           | Neapol            | Serie A           | 30     | -39  | -             | 0             | 0             | -                    | 0                    | 0                    | 30     | -39    |
| 1932/33           | Neapol            | Serie A           | 28     | -31  | -             | 0             | 0             | -                    | 0                    | 0                    | 28     | -31    |
| 1933/34           | Neapol            | Serie A           | 25     | -20  | -             | 0             | 0             | Stř.P                | 3                    | -7                   | 28     | -27    |
| 1934/35           | Neapol            | Serie A           | 18     | -19  | -             | 0             | 0             | -                    | 0                    | 0                    | 18     | -19    |
| 1935              | Neapol            | Serie A           | 1      | -1   | -             | 0             | 0             | -                    | 0                    | 0                    | 1      | -1     |
| Celkově v Serii A | Celkově v Serii A | Celkově v Serii A | 235    | -297 | -             | 0             | -0            | -                    | 3                    | -7                   | 238    | -304   |

## Úspěchy

### Reprezentační
- 1x na MS (1934 - zlato)